# Indiumgalliumarsenid
Indiumgalliumarsenid (InGaAs), auch als Galliumindiumarsenid bezeichnet, ist ein Halbleiterwerkstoff und Bezeichnung für eine Gruppe von Legierungen aus den beiden Grundstoffen Indiumarsenid (InAs) und Galliumarsenid (GaAs). Die Legierung zählt zu den III-V-Verbindungshalbleitern und findet als direkter Halbleiter im Bereich der Optoelektronik Anwendung.

## Allgemeines

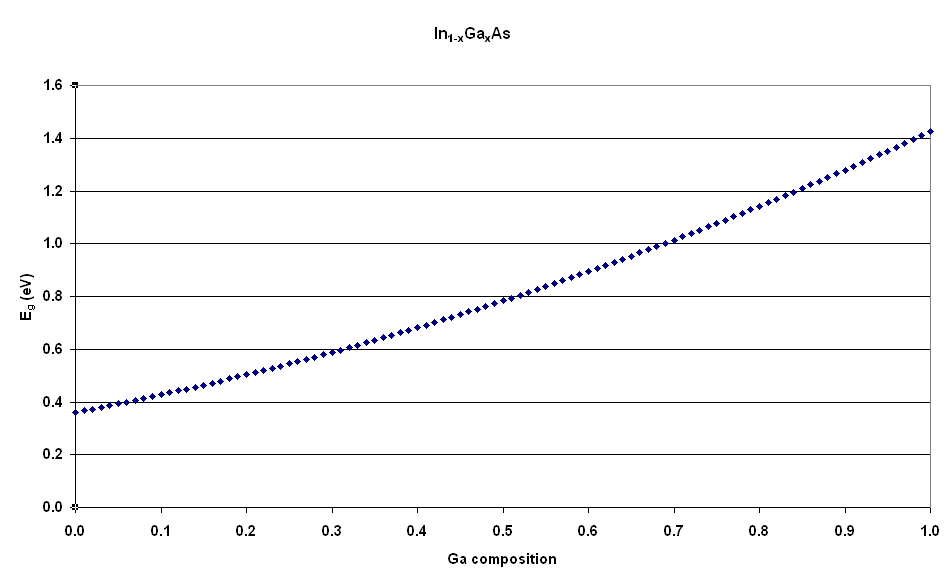
Verlauf Bandlücke als Funktion des Mischungsverhältnisses X von Indium- und Galliumarsenid

Je nach Mischungsverhältnis der beiden Ausgangssubstanzen, es wird dafür eine Schreibweise der Form In1−XGaXAs verwendet, wobei X das Mischungsverhältnis angibt, lassen sich im Rahmen der Produktion des Werkstoffes die optischen Eigenschaften über die Veränderung der Bandlücke verändern, wie in nebenstehender Abbildung dargestellt. Mit dem Wert X=0,47 ist Indiumgalliumarsenid unter der CAS-Nummer 106097-59-0 handelsüblich, es lassen sich aber beliebige andere Mischungsverhältnisse herstellen. Mit X=0 ist es reines Indiumarsenid mit einem Bandabstand von 0,34 eV bei 300 K bis X=1 für reines Galliumarsenid mit einem Bandabstand von 1,42 eV.
Handelsübliches Indiumgalliumarsenid mit einem Mischungsverhältnis von X=0,47 wird mittels Kristallzüchtung auf einem Substrat von Indiumphosphid (InP) als Einkristall gezüchtet. Das Verhältnis ergibt sich aus dem Umstand, dass bei diesem die Gitterkonstante der Indiumgalliumarsenidlegierung mit der von Indiumphosphid übereinstimmt. Die Bandlücke von In0,53Ga0,47As beträgt 0,75 eV; die Legierung besitzt eine hohe Elektronenmobilität von fast 10.000 cm2·V−1·s−1.

## Anwendungen
Primärer Anwendungsbereich sind Infrarotdetektoren wie beispielsweise Fotodioden, mit maximaler Empfindlichkeit als Funktion der Wellenlänge im Bereich von 1,1 µm bis 1,7 µm. Im Gegensatz zu ähnlichen Halbleitermaterialien wie Germanium, welches auch eine hohe Empfindlichkeit im Infrarotbereich aufweist, weist Indiumgalliumarsenid bei gleicher Detektorgröße einen kleineren Dunkelstrom und eine schnellere Reaktionszeit auf. Erste Fotodioden auf Basis von Indiumgalliumarsenid wurden 1977 von T. P. Pearsall und R. W. Hopson an der Cornell University, New York, entwickelt.
Weitere Anwendungen des Werkstoffes liegen aufgrund der hohen Elektronenbeweglichkeit bei sogenannten High-electron-mobility Transistoren (HEMT). Transistoren aus Indiumgalliumarsenid zählen mit einer Transitfrequenz von über 600 GHz zu den schnellsten Transistoren mit Anwendungen im Bereich der Terahertzstrahlung.